# Xhemal Farka
Xhemal Farka (ur. 1913 w Tiranie, zm. w lutym 1948) – albański satyryk i jeden z najbardziej sławnych albańskich felietonistów lat 30. XX wieku.

## Życiorys
Uczył się w konstantynopolskim Robert College, następnie w Szkole Technicznej Harry’ego Fultza; studiował na Uniwersytecie Amerykańskim w Bejrucie. W latach 30. publikował dla albańskiego czasopisma Arbënia pod pseudonimami Sula i Fajës, Xh. F oraz Xhefar; poruszał w nim problemy społeczne, między innymi w artykule z 1936 roku pod tytułem Fëmijët e natës zwrócił uwagę na trudną sytuację społeczną tirańskich dzieci. Pracował również jako dziennikarz dla Radia Bari oraz do 1945 roku dla Głosu Ameryki w Jerozolimie.
Po II wojnie światowej wrócił do Albanii, gdzie w sierpniu 1945 roku został aresztowany, następnie oskarżony o szpiegostwo na rzecz Wielkiej Brytanii; pomimo braku dowodów na ten zarzut, został skazany na karę śmierci i rozstrzelany w 1948 roku. Jego ciało nigdy nie zostało odnalezione.

## Poglądy
Deklarował swoje poglądy jako socjaldemokratyczne.

## Życie prywatne
Syn Hamdiego. Miał syna Hasaniego wnuczkę Zenitę.